# سازمان امنیتی دولتی (کره شمالی)
سازمان امنیتی دولتی یا وزارت اطلاعات کره شمالی، سازمانی اطلاعاتی در کره شمالی است که مستقیماً به رهبر کشور گزارش می‌دهد. این سازمان در ۱۹۷۳ به عنوان پلیس مخفی کره شمالی فعالیت کرد.
این سازمان به انجام عملیات‌های مخفی در کره شمالی می‌پردازد و به عنوان یکی از خشن‌ترین سازمان‌های اطلاعاتی دنیا شناخته می‌شود و سازمان‌های حقوق بشری زیادی در سر تا سر دنیا به شیوه‌های این سازمان اعتراض دارند.
این سازمان در کنار سازمان فرماندهی حفاظت رهبر (کره شمالی) به فعالیت اطلاعاتی در کره شمالی می‌پردازد.